# Departamento Meteorológico Palestino
El Departamento Meteorológico Palestino (PMD) o el Departamento Meteorológico de Palestina, (árabe الأرصاد الجوية الفلسطينية), es parte del Ministerio de Transporte. Su misión consiste en aprovechar de manera óptima las condiciones climáticas para servir directa o indirectamente a diferentes sectores de la vida y contribuir al desarrollo de la economía nacional en diversos ámbitos como la agricultura, el agua, la energía, la aviación, la navegación marítima, la investigación científica y la salud pública. Fue creado en 1923.

## Historia
Aquí está la historia de la evolución del PMD en orden cronológico:
En 1923, se iniciaron las primeras observaciones meteorológicas para algunos elementos bajo el mandato británico en Jerusalén, Jericó, Beit Qad (Jenin), Tulkarm, Arroub y Wadi Fara desde 1923.
Después de 1948, las estaciones meteorológicas ubicadas en Cisjordania quedaron bajo la tutela del Departamento Meteorológico de Jordania, mientras que la estación ubicada en la Franja de Gaza quedó bajo la Autoridad Meteorológica Egipcia.
En 1967, durante la ocupación israelí de Cisjordania, la estación meteorológica fue capturada y se creó una nueva estación en algunas ciudades palestinas de Cisjordania y la Franja de Gaza. En ese momento, el personal se limitaba a la medición y registro de los elementos meteorológicos.
En 1994, las estaciones meteorológicas fueron transferidas a la Autoridad Palestina. La Autoridad de Aviación Civil envió a 25 pasantes palestinos a Egipto para formar el núcleo del Departamento Meteorológico Palestino especializado.
En 1997, catorce (14) pasantes palestinos fueron enviados al Reino de Marruecos para formar un personal capacitado y calificado capaz de proporcionar servicios meteorológicos. El departamento se convirtió en una dirección general bajo un decreto presidencial del Ministerio de Transporte.
En 1999, la Oficina Meteorológica Palestina se convirtió en miembro observador de la Organización Meteorológica Mundial (OMM) y miembro permanente del Comité Árabe Permanente de Meteorología de la Liga de Estados Árabes. Ese mismo año, la red se expandió con la inauguración de dos nuevas estaciones meteorológicas en Ramallah y el Aeropuerto Internacional de Gaza. También se construyó una estación de recepción terrestre para mapas meteorológicos e imágenes satelitales, utilizada para la navegación aérea en el Aeropuerto Internacional de Gaza.
En 2001, diez empleados fueron enviados a formarse en el Departamento Meteorológico de Jordania.
Entre 2007 y 2008, aproximadamente 30 empleados fueron capacitados en diferentes áreas de meteorología en Turquía, China y Egipto.
En 2008, se instalaron tres nuevas estaciones meteorológicas respectivamente en la ciudad de Kardalah en el Valle del Jordán, la ciudad de Belén y la ciudad de Douma (al sureste de la ciudad de Naplusa). Las estaciones de Jericó y Tulkarm fueron renovadas. Ese mismo año, se distribuyeron más de cincuenta estaciones de pluviometría en Cisjordania y la Franja de Gaza para obtener datos climatológicos en la mayor extensión geográfica posible del territorio.
En 2009, diecisiete empleados fueron enviados para una formación práctica en el Departamento Meteorológico de Jordania. Además, representantes de la Oficina Meteorológica Palestina participaron en conferencias, talleres y establecieron vínculos locales, árabes e internacionales.

## Misión
El PMD tiene varias misiones, que son:
- Explotar de manera óptima las condiciones climáticas para servir directa o indirectamente a diferentes tipos de vida.
- Contribuir eficazmente al desarrollo de la economía nacional en diversos ámbitos como la agricultura, el agua, la energía, la aviación, la navegación marítima, la investigación científica y la salud pública.
- Mantener la seguridad de vidas y propiedades mediante asesoramiento y orientación basados en datos climatológicos precisos.

## Servicios
El PMD proporciona varios servicios, que se pueden organizar de la siguiente manera:
- Pronósticos meteorológicos para el público en general.
- Pronósticos meteorológicos para agricultores.
- Suministro de datos climáticos a sectores públicos y privados.
- Pronósticos meteorológicos especiales para la aviación.
- Información especial para investigadores y estudiantes universitarios.
- Difusión de boletines regulares a través de diferentes medios.
- Emisión de advertencias necesarias en casos de condiciones meteorológicas especiales y de emergencia.